# マクシム・イグリンスキー
マクシム・ゲンナジェヴィッチ・イグリンスキー（ロシア語: Максим Геннадьевич Иглинский, ラテン文字転写: Maxim Iglinsky、1981年4月18日 - ）は、カザフスタン、アスタナ出身の自転車競技（ロードレース）選手。弟のヴァレンティン・イグリンスキーも同じくアスタナに所属する自転車ロードレース選手。

## 経歴
2002年
- ツアー・オブ・ジャパンに出場。

2003年
- ツール・ド・ブルガリア 区間1勝（第3）

2004年、プロ転向。
2005年、ドミーナ・ヴァカンツェに移籍。
- ツール・ド・フランス初出場、総合37位。
- ドイツ・ツアー区間1勝（第6）。

2006年、チーム・ミルラムに移籍。
- 国内選手権・個人タイムトライアル優勝。

2007年、アスタナに移籍。
- 国内選手権・ロードレース優勝。
- ドーフィネ・リベレ区間1勝。

2008年
- ツール・ド・ロマンディ区間1勝・総合9位。
- ツール・ド・スイス山岳賞。
- ジロ・デ・イタリア初出場、総合55位。

2009年
- E3プライス・フラーンデレン 3位
- GP西フランス・プルエー 8位
- ブエルタ・ア・エスパーニャ初出場、第17ステージ終了後棄権。

2010年
- ツール・メディテラネアン 総合2位
- モンテパスキ・ストラーデ・ビアンケ優勝
- ティレーノ〜アドリアティコ 総合4位
- ミラノ〜サンレモ　8位
- ヘント〜ウェヴェルヘム　7位
- ロンド・ファン・フラーンデレン　8位。

2012年
- モンテパスキ・ストラーデ・ビアンケ 2位
- リエージュ〜バストーニュ〜リエージュでは、残り5㎞を過ぎてから、単独で先頭を行くヴィンチェンツォ・ニバリを猛追。最後はニバリに21秒の差をつけ優勝。

2013年
- ツール・ド・ベルギー 区間1勝(第4S)

2014年
- 10月1日にUCIは同年のツール・ド・フランス終了後の8月1日に行われたドーピング検査のサンプルからEPOが陽性だったことが発表した[1]。また、同じくアスタナに所属する弟のヴァレンティンもエネコ・ツアー期間中の8月11日の検査のサンプルからEPOが陽性となったことも併せて発表された。

イグリンスキーはアスタナを解雇され、検査日から起算して2年1ヶ月の出場停止処分を科された。